# From the Ground Up
From the Ground Up è un EP acustico dei Collective Soul, pubblicato nel 2005. È arrivato alla 129ª posizione della Billboard 200.

## Tracce
1. Compliment – 3:00
2. Youth – 2:56
3. December – 3:29
4. Perfect to Stay – 3:25
5. Under Heaven's Skies – 4:01
6. She Said – 4:43
7. Counting the Days – 3:21
8. Satellite – 6:52
  - Now You've Got Me Drinkin' (hidden track)